# Étude op. 25, no 12 de Chopin
Pour un article plus général, voir Études de Chopin.

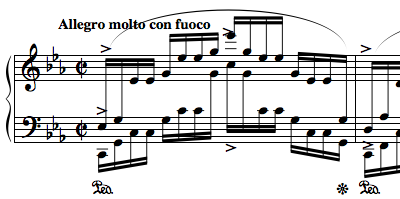
Incipit de l'Étude op. 25, no 12.

L'Étude op. 25, no 12 en do mineur est la dernière des Études pour piano de Frédéric Chopin (opus 25), et est dédiée à Madame la Comtesse d'Agoult.
Elle a été publiée pour la première fois en 1837 en français, en allemand et en anglais. Dans la première édition française, la signature temporelle est 4/4, mais les éditions les plus récentes de cette pièce suivent le manuscrit et les éditions allemandes, qui indiquent Alla breve. Cette œuvre est une série d'arpèges ascendants et descendants dans diverses progressions d'accords de do mineur. En outre, ses premières mesures rappellent la structure d'accords des premières mesures du deuxième prélude du premier livre du Clavier bien tempéré de Jean-Sébastien Bach.
Elle est souvent appelée l'étude Océan. Elle peut être vue comme l'étude « symétrique » à l'opus 10 no 1 (étude Cascade). En effet, il s'agit du même ton (ut), transposé au mode mineur, et la technique employée est similaire, à ceci près que, cette fois-ci, ce sont les deux mains qui tracent, sur l'étendue du clavier, de lourds arpèges à opposer avec ceux, légers et aériens, de l'opus 10.

## Structure
Toute l'œuvre, à l'exception de la coda, est entièrement constituée d'arpèges en doubles croches, couvrant une grande partie du clavier en l'espace d'une mesure. Le thème initial est développé et changé dans de nombreuses tonalités différentes. Le point culminant se résout en do majeur.